# Kostroma
För andra betydelser, se Kostroma (olika betydelser).

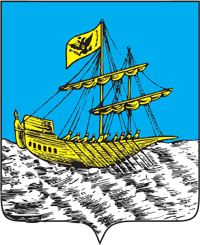
Stadens vapen.

Kostroma (ryska: Кострома́) är en stad i Ryssland och är belägen där floderna Volga och Kostroma möts, cirka 65 kilometer öster om Jaroslavl. Staden hade 276 090 invånare i början av 2015, och är huvudstad i Kostroma oblast. Bland näringar finns tillverkning av skor, papper och kläder. Kostroma är hemort för några av Rysslands SS-24 ICBM, som är så kallade järnvägsmobila kärnvapen.  
Kostroma grundades 1152 av Jurij Dolgorukij på Volgas högra strand. Sedan staden förstörts av tatarerna 1238 återuppbyggdes den på Volgas vänstra strand. Katedralen uppfördes omkring 1250. I Ipatyevskyklostret från 1300-talet, som ligger på andra sidan Kostroma, lät Mikael Romanov 1612 utropa sig till tsar.
Den 300-åriga tsarfamiljen Romanov räknade sitt ursprung från Kostroma.

## Vänorter
Kostroma har följande vänorter:
- Aachen, Tyskland
- Babrujsk, Vitryssland
- Bari, Italien
- Cetinje, Montenegro
- Dole, Frankrike
- Durham, USA
- Grevskapet Durham, Storbritannien
- Hyvinge, Finland
- Nordrhein-Westfalen, Tyskland
- Otjamtjire, Abchazien
- Piotrków Trybunalski, Polen
- Rivne, Ukraina
- Samokov, Bulgarien
- Sanmenxia, Kina
- Soroca, Moldavien